# Filip Pejić
Filip Pejić (ur. 21 lipca 1992 w Zagrzebiu) – chorwacki zawodnik mieszanych sztuk walki (MMA) wagi piórkowej. W przeszłości związany z UFC oraz KSW. Autor trzeciego najszybszego nokautu w historii KSW (dawniej drugiego). Były mistrz FFC z 2016 roku.

## Kariera MMA

### Wczesna kariera
Filip Pejić stoczył pierwszą zawodową walkę 1 października 2011 roku w rodzinnym mieście Zagrzebiu. Do 2015 roku toczył pojedynki na lokalnych galach w Chorwacji i Słowenii.

### KSW
27 kwietnia 2019 zadebiutował w najlepszej polskiej federacji Konfrontacji Sztuk Walki, gdzie podczas gali KSW 48: Szymański vs. Parnasse w Lublinie technicznie znokautował w drugiej rundzie kopnięciem na głowę oraz ciosami w parterze Filipa Wolańskiego. Widowiskowe zwycięstwo Chorwata zostało docenione bonusem finansowym w kategorii nokaut wieczoru. 
9 listopada 2019 na gali KSW 51: Croatia odbywającej się w Chorwacji przegrał jednogłośną decyzją sędziowską po trzech rundach z Danielem Torresem. 
Dwie gale później przegrał przez TKO w trzeciej odsłonie z Romanem Szymańskim, który rozbił Pejicia podczas KSW 53: Reborn ciosami w parterze z pozycji krucyfiksu, jednak pojedynek nie był jednostronny i został doceniony przez federację bonusem finansowym dla obu zawodników w kategorii walka wieczoru. 
W kolejnej walce dla polskiego giganta zwyciężył brutalnym nokautem, kończąc prawym prostym w 11 sekundzie Sebastiana Rajewskiego. Błyskawiczne zwycięstwo na KSW 56: Polska vs. Chorwacja zapewniło Chorwatowi następny bonus za nokaut wieczoru. Z czasem jak się okazało był to drugi najszybszy nokaut w KSW (do gali KSW 73). 
5 czerwca 2021 w Gdańsko-Sopockiej Ergo Arenie na KSW 61: To Fight or Not To Fight skrzyżował rękawice z byłym mistrzem KSW w wadze piórkowej, Salahdinem Parnassem. Walkę w drugiej rundzie zwyciężył Francuz, który poddał duszeniem zza pleców Pejicia. 
Trzy gale później podczas KSW 64: Przybysz vs. Santos przegrał przez nokaut w drugiej rundzie kopnięciem na głowę z byłym mistrzem dwóch federacji Fight Exclusive Night oraz Babilon MMA – Danielem Rutkowskim.
26 lutego 2022 na KSW 67: De Fries vs. Stosič zastąpił schorowanego Krzysztofa Klaczka i zawalczył z niepokonanym Dawidem Śmiełowskim. Pojedynek był zaplanowany na limit umowny -68,5 kg, mimo to Pejić nie zrobił wagi i musiał oddać 30% gaży z wypłaty. Śmiełowski przegrywając walkę na punkty po sporych problemach na 8 sekund przed końcem trzeciej rundy zwyciężył przez TKO, ubijając w parterze Chorwackiego Nitra. Pojedynek nagrodzono bonusem za walkę wieczoru.

### Powrót do FNC
Po niespełna dziewięciu miesiącach przerwy stoczył swoją kolejną walkę, tym razem w powrocie dla organizacji Fight Nation Championship, gdzie na grudniowej gali FNC 9 podjął w konfrontacji Brazylijczyka, Marcosa Viníciusa Coste. Pejić wygrał przez TKO już w pierwszej rundzie. Pierwotnym rywalem Nitra miał być inny zawodnik z kraju kawy, Arlen Ribeiro, jednak ten musiał wycofać się z tej walki z powodu uzyskania pozytywnego wyniku testu na obecność COVID-19.
28 maja 2023 zmierzył się z Brazylijczykiem Rony Jasonem na gali FNC 11, która odbyła się 28 maja 2023 w Arenie Zagrzeb. Przegrał przez nokaut w pierwszej rundzie pojedynku.
7 września 2024 na gali FNC 19 doszło do jego walki z Vaso Bakočeviciem. W pierwszej rundzie został zdyskwalifikowany za nielegalnego soccer kicka, czyli kopnięcie w głowę w parterze.

## Osiągnięcia

### Mieszane sztuki walki
- Final Fight Championship
  - 2016-2019: Mistrz FFC w wadze piórkowej[25]

- Konfrontacja Sztuk Walki
  - 2019: Bonus za nokaut wieczoru (gala KSW 48)[7]
  - 2020: Bonus za walkę wieczoru (gala KSW 53)[10]
  - 2020: Bonus za nokaut wieczoru (gala KSW 56) (Trzeci najszybszy nokaut w historii KSW)[11]
  - 2022: Bonus za walkę wieczoru (gala KSW 67)[18]

## Lista zawodowych walk w MMA
| Wynik     | Bilans | Przeciwnik (bilans przed walką) | Rozstrzygnięcie                                       | Runda | Czas | Rozgrywki                                       | Data       | Miejsce      | Uwagi                                                                                                   |
| --------- | ------ | ------------------------------- | ----------------------------------------------------- | ----- | ---- | ----------------------------------------------- | ---------- | ------------ | --- |
|           |        | Aleksandar Janković (16-13)     |                                                       |       |      | FNC 24                                          | 06.09.2025 | Zadar        | |
| Przegrana | 16-9-2 | Vaso Bakočević (43-24-1)        | Dyskwalfikacja (soccer kick)                          | 1     | 3:46 | FNC 19                                          | 07.09.2024 | Pula         | |
| Przegrana | 16-8-2 | Rony Jason (15-10. 1NC)         | KO (cios pięścią)                                     | 1     | 3:30 | FNC 11                                          | 28.05.2023 | Zagrzeb      | Pojedynek w limicie umownym -68,5 kg.                                                                   |
| Wygrana   | 16-7-2 | Marcos Vinícius Costa (11-6)    | TKO (ciosy pięściami)                                 | 1     | 3:16 | FNC 9: Pejić vs. Costa                          | 23.12.2022 | Sisak        | Powrót do wagi lekkiej. Main Event                                                                      |
| Przegrana | 15-7-2 | Dawid Śmiełowski (8-0)          | TKO (ciosy pięściami w parterze)                      | 3     | 4:52 | KSW 67: De Fries vs. Stosič                     | 26.02.2022 | Warszawa     | Pojedynek w limicie umownym -68,5 kg. Limit przekroczony przez Pejicia. Bonus za walkę wieczoru         |
| Przegrana | 15-6-2 | Daniel Rutkowski (12-2)         | KO (kopnięcie na głowę)                               | 2     | 1:22 | KSW 64: Przybysz vs. Santos                     | 23.10.2021 | Łódź         | |
| Przegrana | 15-5-2 | Salahdine Parnasse (13-1)       | Poddanie (duszenie zza pleców)                        | 2     | 4:14 | KSW 61: To Fight or Not To Fight                | 05.06.2021 | Gdańsk/Sopot | Eliminator do mistrzowskiego pasa KSW w wadze piórkowej. Co-Main Event                                  |
| Wygrana   | 15-4-2 | Sebastian Rajewski (9-5)        | KO (cios prawy sierpowy)                              | 1     | 0:11 | KSW 56: Polska vs. Chorwacja                    | 14.11.2020 | Łódź         | Pojedynek w limicie umownym -68,5 kg. Bonus za nokaut wieczoru. Trzeci najszybszy nokaut w historii KSW |
| Przegrana | 14-4-2 | Roman Szymański (12-5)          | TKO (ciosy w parterze z pozycji krucyfiksu)           | 3     | 4:37 | KSW 53: Reborn                                  | 11.07.2020 | Warszawa     | Pojedynek w wadze lekkiej. Bonus za walka wieczoru                                                      |
| Przegrana | 14-3-2 | Daniel Torres (9-4)             | Decyzja (jednogłośna)                                 | 3     | 5:00 | KSW 51: Croatia                                 | 09.11.2019 | Zagrzeb      | |
| Wygrana   | 14-2-2 | Filip Wolański (11-3)           | TKO (kopnięcie na głowę i ciosy pięściami w parterze) | 2     | 1:56 | KSW 48: Szymański vs. Parnasse                  | 27.04.2019 | Lublin       | Debiut w KSW. Bonus za nokaut wieczoru                                                                  |
| Wygrana   | 13-2-2 | Fabiano Silva (28-10-1)         | TKO (ciosy pięściami w parterze)                      | 2     | 2:42 | FFC 30: Ishii vs. Schmiedeberg                  | 21.10.2017 | Linz         | Obronił mistrzowski pas FFC w wadze piórkowej. Co-Main Event                                            |
| Remis     | 12-2-2 | Alexis Savvidis (14-7)          | Remis                                                 | 3     | 5:00 | FFC 28: Greece vs. Rest of the World            | 11.03.2017 | Ateny        | Obronił mistrzowski pas FFC w wadze piórkowej                                                           |
| Wygrana   | 12-2-1 | James Brum (18-4)               | Decyzja (jednogłośna)                                 | 3     | 5:00 | FFC 27: Night of Champions                      | 17.12.2016 | Zagrzeb      | Obronił mistrzowski pas FFC w wadze piórkowej                                                           |
| Wygrana   | 11-2-1 | Ahmed Vila (6-0)                | TKO (ciosy pięściami w parterze)                      | 3     | 3:40 | FFC 26: Linz                                    | 23.09.2016 | Linz         | Zdobył mistrzowski pas FFC w wadze piórkowej                                                            |
| Przegrana | 10-2-1 | Damian Stasiak (8-3)            | Poddanie (duszenie zza pleców)                        | 1     | 2:16 | UFC Fight Night: Rothwell vs. dos Santos        | 10.04.2016 | Zagrzeb      | |
| Wygrana   | 10-1-1 | Zoltán Turi (4-4)               | TKO (kopnięcie na głowę leżącego przeciwnika)         | 1     | 0:57 | FFC 20: Zagreb                                  | 23.10.2015 | Zagrzeb      | |
| Remis     | 9-1-1  | Slobodan Maksimović (9-4)       | Remis                                                 | 3     | 5:00 | FFC 18                                          | 17.04.2015 | Lublana      | |
| Wygrana   | 9-1    | Francisco Barrio (5-0)          | TKO (ciosy pięściami w parterze)                      | 1     | 4:20 | FFC 15                                          | 21.11.2014 | Poreč        | Eliminator do mistrzowskiego pasa FFC w wadze piórkowej                                                 |
| Wygrana   | 8-1    | Daniel Vikker (1-5)             | Decyzja (jednogłośna)                                 | 3     | 5:00 | Only Men Stuff – European MMA League 1          | 08.02.2014 | Zagrzeb      | |
| Wygrana   | 7-1    | Marko Burušić (5-0)             | Poddanie (dźwignia na staw łokciowy                   | 2     | 3:27 | Croatian MMA League – Superfinals 2013          | 07.12.2013 | Zagrzeb      | |
| Wygrana   | 6-1    | Patrick Pereša (8-3)            | TKO (ciosy pięściami)                                 | 1     | 0:46 | Croatian MMA League – 3rd Place Finals / Finals | 02.11.2013 | Zagrzeb      | |
| Wygrana   | 5-1    | Ivan Vladimir (5-3)             | TKO (ciosy pięściami)                                 | 1     | 1:26 | Croatian MMA League – Semifinals                | 07.09.2013 | Zagrzeb      | |
| Wygrana   | 4-1    | Antonijo Majksner (1-1)         | TKO (ciosy pięściami)                                 | 1     | 4:03 | Croatian MMA League – Quarterfinals             | 22.06.2013 | Zagrzeb      | |
| Wygrana   | 3-1    | Donat Rapi (0-1)                | TKO (ciosy pięściami)                                 | 1     | 1:31 | Croatian MMA League – 1st Round Fights          | 13.04.2013 | Zagrzeb      | |
| Przegrana | 2-1    | Marko Burušić (2-0)             | TKO (ciosy pięściami)                                 | 2     | 2:59 | Croatian MMA League – Semifinals                | 23.06.2012 | Zagrzeb      | |
| Wygrana   | 2-0    | Josip Brkic (0-0)               | Poddanie (dźwignia na staw łokciowy                   | 1     | 1:46 | Croatian MMA League – Quarterfinals             | 21.04.2012 | Zagrzeb      | |
| Wygrana   | 1-0    | Josip Kuhar (0-0)               | Poddanie (duszenie zza pleców)                        | 1     | ?    | Ultimate Fight – Challenge 6                    | 01.10.2011 | Samobor      | Debiut w MMA                                                                                            |